# Cowboyhat
En cowboyhat er en høj-kronet, bredskygget hovedbeklædning bedst kendt som den definerende stykke påklædning for den nordamerikanske cowboy. I dag bæres den af mange mennesker, og er især associeret med arbejdere på ranche i den vestlige og sydlige del af USA, det vestlige Canada og nordlige Mexico samt countrymusikere, og for deltagere i det nordamerikanske rodeo. Cowboyhatten er anerkendt i hele verden som en del af Old West cowboy-overleveringen. Formen på cowboyhattens krone og skygge ændres ofte af brugeren for mode og for beskyttelse mod vejrlig.